# Corredor de borsa

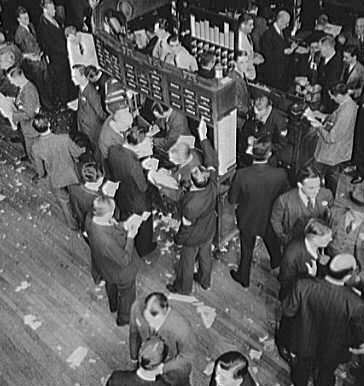
Corredors de borsa o "brokers" americans realitzant transaccions a la Borsa de Nova York el (1931).

Un corredor de borsa o broker (en anglès: stock broker) és un corredor —un intermediari que tant pot ser persona jurídica com persona natural— especialitzat en la borsa que té autorització per fer d'intermediari, assessorar, o realitzar directament inversions als mercats financers en nom dels seus clients.

## Formació
Els corredors de borsa han de realitzar un examen d'aptitud i demostrar solvència patrimonial per registrar-se en les comissions o superintendencia valors de cada país, i així poder dur a terme la seva activitat. També poden delegar les seves funcions en mandataris, però la responsabilitat és sempre a càrrec de l'agent.

## Remuneració
Els corredors cobren mitjançant comissions, rebent un percentatge de l'import invertit, però sempre basant-se en els aranzels o de vegades també cobren tarifes fixes pels seus serveis.

## Corredors de borsa durant la crisi financera 2008-2009
A causa dels acomiadaments de les firmes financeres i la inestabilitat de les borses, durant el 2008, van deixar les firmes de Wall Street 7700 agents, i fins a l'abril del 2009, se'n van anar 11.600. Així, Bank of America Merrill Lynch va perdre al voltant de 2.200; Morgan Stanley, 1.200. Moltes d'aquestes persones han canviat de professió.